# Рущинский, Михаил Осипович
Михаил Осипович Рущинский (5 [17] января 1895, Москва — 22 марта 1942, Москва) — советский футболист и футбольный тренер. Правый защитник. За сборную СССР провёл 2 матча.

## Биография
В качестве футболиста выступал за московские клубы СКЗ (1915—1922), «Яхт-клуб Райкомвода» 1923—1924, * «Московский совет физической культуры» (1925), «Трехгорка» (1926—1930), АМО (1931).
Главный тренер ЦДКА (1937—1939).
Погиб в Москве 22 марта 1942 года в возрасте 47 лет.

## Достижения
Командные
- Чемпион РСФСР (2): 1920, 1928
- Чемпион СССР (1): 1928

Личные
- В 1923 году занял третье место, в категории правый защитник, в «Списке 33 сильнейших футболистов».
- В «44-х» и «33-х» (журнал «ФиС»)— № 1 (1928) и № 3 (1930).